# Autoroute A 811
Die Autoroute A 811, auch als Pénétrante Est de Nantes bezeichnet, ist eine 6,0 km lange, im Jahr 1980 fertiggestellte französische Autobahn und verbindet den Osten von Nantes, mit der Autobahn A 11 nordöstlich von Nantes. Eine Anbindung als Autobahn an die sich weiter südlich anschließende Autobahn A 83 ist nicht vorhanden.

## Streckenführung
| Position | Anzahl Fahrbahnen | höchste zulässige Geschwindigkeit | km | Typ                          | Abschnitt                                         | Breitengrad | Längengrad |
| -------- | ----------------- | --------------------------------- | -- | ---------------------------- | ------------------------------------------------- | ----------- | ---------- |
| 1        | 2                 | 110                               |    | Beginn der Autobahn          | A11 - D178'                                       | 47.2908     | −1.4764    |
| 2        | 2                 | 110                               | 2  | Vollständige Anschlussstelle |                                                   | 47.2696     | −1.4795    |
| 3        | 2                 | 110                               | 4  | Vollständige Anschlussstelle |                                                   | 47.2523     | −1.4771    |
| 4        | 2                 | 90                                | 6  | Ende der Autobahn            | Périphérique de Nantes (Porte d'Anjou) - D844_44' | 47.2366     | −1.4805    |